# Waianae
Waianae é uma Região censo-designada localizada no estado americano do Havaí, no Condado de Honolulu.

## Demografia
Segundo o censo americano de 2000, a sua população era de 10.506 habitantes.

## Geografia
De acordo com o United States Census Bureau tem uma área de 13,2 km², dos quais 8,8 km² cobertos por terra e 4,4 km² cobertos por água. Waianae localiza-se a aproximadamente 0 m acima do nível do mar.

## Localidades na vizinhança
O diagrama seguinte representa as localidades num raio de 16 km ao redor de Waianae.